# Otti Planerer
Otti Planerer (* 1938) ist eine deutsche Schauspielerin, Synchron- und Hörspielsprecherin.

## Leben
Otti Planerer erhielt ihre Ausbildung zur Schauspielerin von 1956 bis 1959 an der Theaterhochschule Leipzig. Nach einem Engagement von mehr als 15 Jahren an den Bühnen der Stadt Gera zog sie Ende der 1970er Jahre mit ihrem Mann, dem Kammersänger Peter Tschaplik nach Berlin, um sich neu zu orientieren. Sie wurde Dozentin an der von ihrem Mann gegründeten Privatakademie für Gesang und Sprecherziehung und veranstaltete musikalisch-literarische Programme mit verschiedenen Partnern. Für den Rundfunk der DDR arbeitete sie an mehreren Hörspielen mit und im Fernsehen der DDR wurde sie vorzugsweise in mehreren Serien eingesetzt. 2012 zog Planerer wieder nach Gera, wo sie sich, wieder gemeinsam mit ihrem Mann, in die Kultur der Stadt und der Umgebung einbrachte.

## Filmografie
- 1959: Eine alte Liebe
- 1977: Das unsichtbare Visier (Fernsehserie, 3 Folgen)
- 1978: Das unsichtbare Visier (Fernsehserie, 2 Folgen)
- 1979: Das unsichtbare Visier (Fernsehserie, 2 Folgen)
- 1980: Polizeiruf 110: Vergeltung? (Fernsehreihe)
- 1980: Polizeiruf 110: Die Entdeckung
- 1983: Alfons Köhler (Fernsehfilm)
- 1984: Die Poggenpuhls (Fernsehfilm)
- 1984: Familie Neumann (Fernsehserie, 1 Episode)
- 1986: Startfieber
- 1986: Zahn um Zahn (Fernsehserie, 1 Episode)
- 1988: Polizeiruf 110: Ihr faßt mich nie!
- 1989: Tierparkgeschichten (Fernsehserie, alle 7 Episoden)
- 1989: Schauspielereien (Fernsehserie, 1 Episode)
- 1989: Die gläserne Fackel (Fernsehserie, 2 Episoden)
- 1994: Stadtklinik (Fernsehserie, 1 Episode)

## Theater
- 1965: Gotthold Ephraim Lessing: Minna von Barnhelm (Minna) – Regie: Wolfgang Fleischmann (Bühnen der Stadt Gera)
- 1967: Horst Salomon: Ein Lorbaß (Madeleine) – Regie: Gerhard Neubauer (Bühnen der Stadt Gera)
- 1968: Siegfried Pfaff: Regina B. (Regina B.) – Regie: Manfred Patzschke (Bühnen der Stadt Gera)
- 1969: Horst Salomon: Genosse Vater (Frau Wolfram) – Regie: Gerhard Neubauer (Bühnen der Stadt Gera)
- 1971: Helfried Schreiter: Ich spiele Dir die Welt durch (Monika Göppert) – Regie: Helfried Schöbel (Bühnen der Stadt Gera)
- 1971: Hans Holdsch: Villon kommt über Paris (Denise) – Regie: Manfred Patzschke (Bühnen der Stadt Gera)
- 1973: William Shakespeare: Romeo und Julial – Regie: Christian Bleyhoeffer (Bühnen der Stadt Gera)
- 1973: Rudi Strahl: Keine Leute, keine Leute – Regie: Christian Bleyhoeffer (Bühnen der Stadt Gera)
- 1976: Mihail Sebastian: Der namenlose Stern (Cucu) – Regie: Rüdiger Volkmer (Bühnen der Stadt Gera)
- 1977: Gerhart Hauptmann: Die Ratten (Frau John) – Regie: Rüdiger Volkmer (Bühnen der Stadt Gera)
- 1982: Dale Wasserman nach Ken Kesey: Einer flog über das Kuckucksnest (Große Schwester) – Regie: Dietrich Kunze (Bühnen der Stadt Gera)
- 1988: Julie Schrader: Genoveva oder Die weiße Hirschkuh (Adolphine Plückerjahn) – Regie: Irmgard Lange (Kleine Bühne Das Ei im Friedrichstadt-Palast Berlin)

## Hörspiele
- 1987: Sybill Mehnert: Vertrauenskrisen (Jenny Markowiak) – Regie: Detlef Kurzweg (Kurzhörspiel aus der Reihe Waldstraße Nummer 7 – Rundfunk der DDR)
- 1987: Sybill Mehnert: Wie’s der Zufall will (Jenny Markowiak) – Regie: Rainer Schwarz (Kurzhörspiel aus der Reihe Waldstraße Nummer 7 – Rundfunk der DDR)
- 1987: Peter Löpelt: Tante Käthe kommt (Frau Lämmel) – Regie: Detlef Kurzweg (Kurzhörspiel aus der Reihe Waldstraße Nummer 7 – Rundfunk der DDR)
- 1988: Sybill Mehnert: Das darf nicht wahr sein (Jenny Markowiak) – Regie: Bert Bredemeyer (Kurzhörspiel aus der Reihe Waldstraße Nummer 7  – Rundfunk der DDR)
- 1989: Sybill Mehnert: Verloren ist das Schlüsselein (Jenny Markowiak) – Regie: Bert Bredemeyer (Kurzhörspiel aus der Reihe Waldstraße Nummer 7  – Rundfunk der DDR)
- 1989: Sybill Mehnert: Die Tänzerin (Jenny Markowiak) – Regie: Bert Bredemeyer (Kurzhörspiel aus der Reihe Waldstraße Nummer 7  – Rundfunk der DDR)
- 1990: Heinz Pelka: Pöschkes Tod (Frau Pöschke) – Regie: Detlef Kurzweg (Kriminalhörspiel/Kurzhörspiel – Rundfunk der DDR)
- 1992: Fitzgerald Kusz: Schdille bisde  (Mutter) – Regie: Peter Groeger (Hörspiel – MDR)
- 1992: Joachim Knauth: Aretino oder Ein Abend in Mantua (Isabella) – Regie: Peter Groeger (Hörspiel  – DS Kultur)

## Synchronisation
- 1962: Elżbieta Czyżewska als Renata in Der Mann seiner Frau
- 1962: Anastassija Wertinskaja als Guttiere in Der Amphibienmensch
- 1962: M. Sidortschuk als Odarka in Die Nacht vor Weihnachten
- 1964: Štěpánka Cittová als Mädchen in Der Schrei
- 1965–1966: Françoise Giret als Christiane in Der blaue Express (Fernsehserie, 1 Episode)
- 1970: Rosanna Fratello als Rosa Sacco in Sacco und Vanzetti
- 1970: Lidia Vulkova als Geografielehrerin in Lebt wohl, Freunde!
- 1974: Newena Kokanowa als Snahata in Baum ohne Wurzeln in Ursus und die Sklavin des Teufels
- 1974: Glenda Jackson  als Schwester Geraldine in Das Lächeln des großen Verführers
- 1977: Micheline Luccioni als Madame Ferry in Sag‘ guten Tag zu der Dame
- 1982: Kay Adshead als Beryl Stapleton in Der Hund von Baskerville (Fernsehmehrteiler)
- 1984–1992: Ninka Scott als Miss Ginch in Miss Marple (Fernsehserie, 2 Episoden)
- 1989–2013: Brigit Forsyth als Ernestine Todd in Poirot (Fernsehserie, 1 Episode)

## Auszeichnungen
- 1970: Kunstpreis der DDR